# Alexandra Burghardt
Alexandra Burghardt, född 28 april 1994, är en tysk kortdistanslöpare och bobåkare.

## Karriär
Burghardt var en del av Tysklands stafettlag på 4 × 100 meter vid Världsmästerskapen i friidrott 2015 som slutade på 5:e plats.
Vid olympiska sommarspelen 2020 i Tokyo tävlade Burghardt i två grenar. Hon var en del av Tysklands stafettlag som slutade på 5:e plats på 4 × 100 m och på 100 meter blev hon utslagen i semifinalen.

## Internationella tävlingar
| År                    | Tävling                        | Plats                 | Placering             | Gren                  | Tid                   |
| Tävlande för Tyskland | Tävlande för Tyskland          | Tävlande för Tyskland | Tävlande för Tyskland | Tävlande för Tyskland | Tävlande för Tyskland |
| --------------------- | ------------------------------ | --------------------- | --------------------- | --------------------- | --------------------- |
| 2011                  | Ungdomsvärldsmästerskapen      | Lille                 | 4:e                   | 100 m häck            | 13,42 s               |
| 2011                  | Junioreuropamästerskapen       | Tallinn               | 1:a                   | 4 × 100 m stafett     | 43,42 s               |
| 2012                  | Juniorvärldsmästerskapen       | Barcelona             | 19:e (sf)             | 100 m häck            | 14,07 s               |
| 2012                  | Juniorvärldsmästerskapen       | Barcelona             | 2:a                   | 4 × 100 m stafett     | 44,24 s               |
| 2013                  | Junioreuropamästerskapen       | Rieti                 | 8:e (sf)              | 100 m                 | 12,07 s               |
| 2013                  | Junioreuropamästerskapen       | Rieti                 | 1:a (h)               | 4 × 100 m stafett     | 44,61 s               |
| 2015                  | Europeiska inomhusmästerskapen | Prag                  | 9:e (sf)              | 60 m                  | 7,24 s                |
| 2015                  | U23-europamästerskapen         | Tallinn               | 2:a                   | 100 m                 | 11,54 s               |
| 2015                  | U23-europamästerskapen         | Tallinn               | 1:a                   | 4 × 100 m stafett     | 43,47 s               |
| 2015                  | Världsmästerskapen             | Peking                | 5:e                   | 4 × 100 m stafett     | 42,64 s               |
| 2017                  | Europeiska inomhusmästerskapen | Belgrad               | 6:e                   | 60 m                  | 7,19 s                |
| 2017                  | Stafett-VM                     | Nassau                | 1:a                   | 4 × 100 m stafett     | 42,84 s               |
| 2019                  | Stafett-VM                     | Yokohama              | 3:e                   | 4 × 100 m stafett     | 43,68 s               |
| 2021                  | Olympiska sommarspelen         | Tokyo                 | 11:e (sf)             | 100 m                 | 11,07 s               |
| 2021                  | Olympiska sommarspelen         | Tokyo                 | 5:e                   | 4 × 100 m stafett     | 42,12 s               |
| 2022                  | Världsmästerskapen             | Eugene                | 31:a (h)              | 100 m                 | 11,29 s               |
| 2022                  | Världsmästerskapen             | Eugene                | 3:e                   | 4 × 100 m stafett     | 42,03 s               |
| 2022                  | Europamästerskapen             | München               | 8:e                   | 200 m                 | 23,24 s               |
| 2022                  | Europamästerskapen             | München               | 1:a                   | 4 × 100 m stafett     | 42,34 s               |
| 2023                  | Europeiska inomhusmästerskapen | Istanbul              | 7:e                   | 60 m                  | 7,24 s                |

1. ↑  Fullföljde inte finalen

## Personliga rekord
Utomhus
- 100 meter – 11,01 s (Bulle, 10 juli 2021)[5]
- 200 meter – 23,00 s (Mannheim, 15 maj 2021)[5]

Inomhus
- 60 meter – 7,19 s (Leipzig, 18 februari 2017)[5]